# Mellanzos
Mellanzos es una localidad española que forma parte del municipio de Gradefes, en la provincia de León, comunidad autónoma de Castilla y León.

## Geografía

### Ubicación
| Noroeste: Villarratel           | Norte: Valduvieco           | Noreste: Valdealiso          |
| Oeste: Santa Olaja de Porma     |                             | Este: Casasola de Rueda      |
| Suroeste Santa Olaja de Eslonza | Sur: San Miguel de Escalada | Sureste: Rueda del Almirante |

## Demografía
Evolución de la población
| Gráfica de evolución demográfica de Mellanzos entre 2000 y 2017    |
|                                                                    |
| Población de derecho (2000-2017) según el padrón municipal del INE |